# Copa de Europa de baloncesto 1977-78
La vigésimo primera edición de la Copa de Europa de Baloncesto fue ganada por el equipo español del Real Madrid, que lograba su sexto título, derrotando en la final al Mobilgirgi Varese italiano, que accedía a la final, disputada en el Olympiahalle, Múnich, por novena  vez consecutiva.

## Fase de grupos de cuartos de final
Los equipos se dividieron en seis grupos de 4 equipos cada uno, jugando un sistema de todos contra todos, en el que el primero de cada uno se clasificaría para la fase de semifinales.
|  | Los dos primeros acceden a semifinales |

|    | Equipo            | Par. | Pts. | G | P | PF  | PC  | PD  |
| -- | ----------------- | ---- | ---- | - | - | --- | --- | --- |
| 1. | Mobilgirgi Varese | 4    | 8    | 4 | 0 | 388 | 322 | +66 |
| 2. | Dinamo București  | 4    | 6    | 2 | 2 | 364 | 345 | +19 |
| 3. | Federale          | 4    | 4    | 0 | 4 | 349 | 434 | -85 |

|    | Equipo              | Par. | Pts. | G | P | PF  | PC  | PD   |
| -- | ------------------- | ---- | ---- | - | - | --- | --- | ---- |
| 1. | Real Madrid         | 6    | 12   | 6 | 0 | 703 | 436 | +267 |
| 2. | 04 Leverkusen       | 6    | 10   | 4 | 2 | 561 | 537 | +24  |
| 3. | T71 Dudelange       | 6    | 7    | 1 | 5 | 433 | 552 | -119 |
| 4. | Ginásio Figueirense | 6    | 7    | 1 | 5 | 454 | 626 | -172 |

|    | Equipo                  | Par. | Pts. | G | P | PF  | PC  | PD  |
| -- | ----------------------- | ---- | ---- | - | - | --- | --- | --- |
| 1. | ASVEL                   | 4    | 7    | 3 | 1 | 376 | 299 | +77 |
| 2. | CSKA Sofia              | 4    | 7    | 3 | 1 | 317 | 331 | -14 |
| 3. | Sutton & Crystal Palace | 4    | 4    | 0 | 4 | 319 | 382 | -63 |

|    | Equipo               | Par. | Pts. | G | P | PF  | PC  | PD  |
| -- | -------------------- | ---- | ---- | - | - | --- | --- | --- |
| 1. | Alvik                | 6    | 10   | 4 | 2 | 541 | 539 | +2  |
| 2. | Zbrojovka Brno       | 6    | 10   | 4 | 2 | 585 | 557 | +28 |
| 3. | Eczacıbaşı           | 6    | 9    | 3 | 3 | 504 | 511 | -7  |
| 4. | Shopping Centre Wien | 6    | 7    | 1 | 5 | 573 | 596 | -23 |

### Grupo E
|    | Equipo        | Par. | Pts. | G | P | PF  | PC  | PD  |
| -- | ------------- | ---- | ---- | - | - | --- | --- | --- |
| 1. | Jugoplastika  | 6    | 11   | 5 | 1 | 579 | 520 | +59 |
| 2. | Panathinaikos | 6    | 11   | 5 | 1 | 528 | 511 | +17 |
| 3. | Honvéd        | 6    | 7    | 1 | 5 | 543 | 576 | -33 |
| 4. | Śląsk Wrocław | 6    | 7    | 1 | 5 | 508 | 551 | -43 |

Clasificado automáticamente para fase de semifinales
- Maccabi Elite (defensor del título)

## Fase de semifinales
|  | Dos primeros avanzan a la final. Clasificados para la Copa Intercontinental FIBA 1978 |

|    | Equipo            | Par. | Pts. | G | P | PF   | PC   | PD   |
| -- | ----------------- | ---- | ---- | - | - | ---- | ---- | ---- |
| 1. | Real Madrid       | 10   | 17   | 7 | 3 | 1017 | 874  | +133 |
| 2. | Mobilgirgi Varese | 10   | 16   | 6 | 4 | 896  | 852  | +44  |
| 3. | ASVEL             | 10   | 15   | 5 | 5 | 914  | 902  | +12  |
| 4. | Maccabi Elite     | 10   | 15   | 5 | 5 | 904  | 898  | +6   |
| 5. | Jugoplastika      | 10   | 15   | 5 | 5 | 899  | 962  | -63  |
| 6. | Alvik             | 10   | 12   | 2 | 8 | 879  | 1021 | -142 |

## Final
| 6 de abril de 1978 | Real Madrid                       | 75–67       | Mobilgirgi Varese                 | |  |
|                    | Parciales: 40-41, 35–26           |             |                                   | |  |
|                    | Estadísticas Walter Szczerbiak 26 | Reporte Pts | Estadísticas 24 Charlie Yelverton | Pabellón: Basketball-Halle, Munich Asistencia: 5.000 espectadores Árbitros: Artenik Arabadjan (BUL), Milan Jahoda (TCH) |  |

| Campeón de la Copa de Europa 1977–78 |
| ------------------------------------ |
| Real Madrid 6º título                |